# Авдеевская улица (Нежин)
Авдеевская улица (укр. Овдіївська вулиця) — улица города Нежина, исторически сложившаяся местность (район) Авдеевка; одна из длиннейших улиц города. Пролегает от площади Ивана Франко до конца застройки. 
Примыкают улицы Косиора, Школьный переулок, Евлашовская, Коцюбинского, Сквозной переулок, Вознесенская, Остерская, Чернышевского, Каталеевская, Лагерный переулок, Пушкина, Владимирская, Челюскина, Трушевская, 9 Января, Лесной переулок, Георгия Вульфа.

## История
Авдеевская улица начиналась от Петропавловского костёла. Затем получила название Миллионная улица.
В доме № 11 жил в 1911-1913 годы советский математик и физик-теоретик Николай Николаевич Боголюбов. 
На месте современного дома № 19 до Великой Отечественной войны находился первый в Нежине «кинотеатр Б. П. Вержиковского» (дом № 17, не сохранился), открытый в 1907 году. Были переоборудованы помещения трёх квартир под кинотеатр. Через три года к дому пристроен ещё один зал для киносеансов. После октября 1917 года кинотеатр был национализирован и переименован на «Госкино-16», который функционировал до 1941 года. В годы Великой Отечественной войны дом № 17 был разрушен. 
В доме № 12 размещался «Нежинский вечерний народный университет», основанный 12 марта 1919 года. 17 ноября 1920 года университет передал свои функции рабоче-крестьянскому факультету Нежинского института народного образования.
На Миллионной улице в доме № 42 и на Московской улице в доме № 30 — помещения, принадлежащие военным частям — размещался «Нежинский техникум народного хозяйства», созданный в 1921 году на базе социально-экономической школы для подготовки экономистов, операторов, счетоводов и бухгалтеров народного хозяйства с периодом обучения 3 года. Принимались ученики, окончившие семилетку. Ликвидирован в 1922 году, сделав один выпуск (53 человека).
В доме Н. И. Пашковской (дом № 27) в 1915-1917(1919) годы размещалась Нежинская городская мужская гимназия; раньше тут жил Владимир Васильевич Ризниченко — академик Всеукраинской академии наук. 
В 1921 году Миллионная улица переименована на улицу Карла Маркса — в честь немецкого философа Карла Маркса. 
На улице расположены культурно-просветительское училище с общежитием (№ 21А), станция юных техников (№ 31), методкабинет и фильмотека Нежинского городского отдела народного образования (№ 33), районный совет спортивного общества «Колос» (№ 39 в доме каменицы 18 века), комплекс сооружений Введенского монастыря, детсад № 4 «Орлятко» (№№ 42, 43), отделение связи (№ 99), комплекс зданий бывшего колхоза имени Фрунзе (№ 198), радом обелиск в честь погибших колхозников, павших на фронтах Великой Отечественной войны. На доме № 69 установлена мемориальная доска Н. Г. Крапивянскому, ныне демонтирована. В доме № 70 родился М. Н. Бернес — советский актёр кино и дубляжа.
Улице было возвращено историческое название — в честь исторически сложившаяся местности Авдеевка, где улица пролегает.

## Застройка
Улица пролегает в северо-западном направлении. Парная и непарная стороны улицы заняты преимущественно усадебной, частично малоэтажной (2-этажные дома) жилой застройкой, и один 5-этажный дом.
Учреждения:
1. дом № 2 — Нежинская межрайонная прокуратура
2. дом № 5 — Нежинский городской центр первичной медико-санитарной помощи
3. дом № 21А — Нежинское училище культуры и искусств (корпус 1)
4. дом № 99А — отделение связи Укрпочта (почта)
5. дом № 227 — школа № 13

Памятники архитектуры, истории или монументального искусства:
1. дома № 1 — Жилой дом — архитектуры вновь выявленный
2. дома № 3 — Жилой дом — архитектуры вновь выявленный
3. дома № 6 — Жилой дом — архитектуры вновь выявленный. Дом, где жил М. И. Почека — истории вновь выявленный
4. дома № 8 — Жилой дом — архитектуры местного значения
5. дома № 10 — Дом, где родился и жил А. Н. Лазаренко — истории вновь выявленный
6. дома № 19 — Дом, где жил Ф. С. Арват — истории вновь выявленный
7. дом № 21А — Памятный знак на доме культурно-просветительского училища в честь воспитанника Нежинского библиотечного технику Героя Советского Союза А. С. Мирошника — истории
8. дом № 27 — Дом Н. И. Пашковской — архитектуры местного значения
9. дом № 30 — Дом генерала Капуани — архитектуры местного значения. Дом, где в 1787 году останавливался Франсиско Миранда — истории вновь выявленный
10. дом № 39 — Каменица — архитектуры местного значения
11. дом № 46 — Комплекс сооружений Введенского монастыря (дом № 44А): Введенский собор и колокольня — архитектуры национального значения, кельи, Ильинская церковь — архитектуры  местного значения, стена Введенского монастыря — архитектуры вновь выявленный; гостиница (дом № 49) — архитектуры и истории местного значения
12. дома № 69 — Дом, где периодически останавливался Н. Г. Крапивянский — истории местного значения
13. дом № 70 — Дом, где родился М. Н. Бернес — истории местного значения
14. возле Авдеевской церкви  — Братская могила партизан, расстрелянных немецкими захватчиками в августе 1918 года — истории местного значения
15. дом № 117 — Вознесенская церковь — архитектуры местного значения
16. дом № 117 (кладбище Вознесенской церкви) — Братская могила партизан, расстрелянных немецкими войсками в августе 1941 года — истории местного значения
17. дом № 121 — Памятный знак героям гражданской войны — 04.04.2016 снят с государственного учёта — истории местного значения
18. дом № 198 — Памятный знак колхозникам колхоза имени Фрунзе, погибших на фронтах Великой Отечественной войны — истории местного значения
19. дом № 227 — Памятник Н. Г. Крапивянскому — снят с государственного учёта — монументального искусства местного значения
20. Авдеевской кладбище — Могила Н. Г. Крапивянского — истории местного значения
21. Авдеевской кладбище — Братская могила красноармейцев, погибших в боях с деникинцами в 1919 году — истории местного значения
22. Авдеевской кладбище — Братская могила воинов гражданской войны — истории местного значения
23. Авдеевской кладбище — Братская могила 26 воинов, погибших при обороне города в августе 1941 года и при его освобождении в сентябре 1943 года — истории местного значения